# Henryk Bąkowski

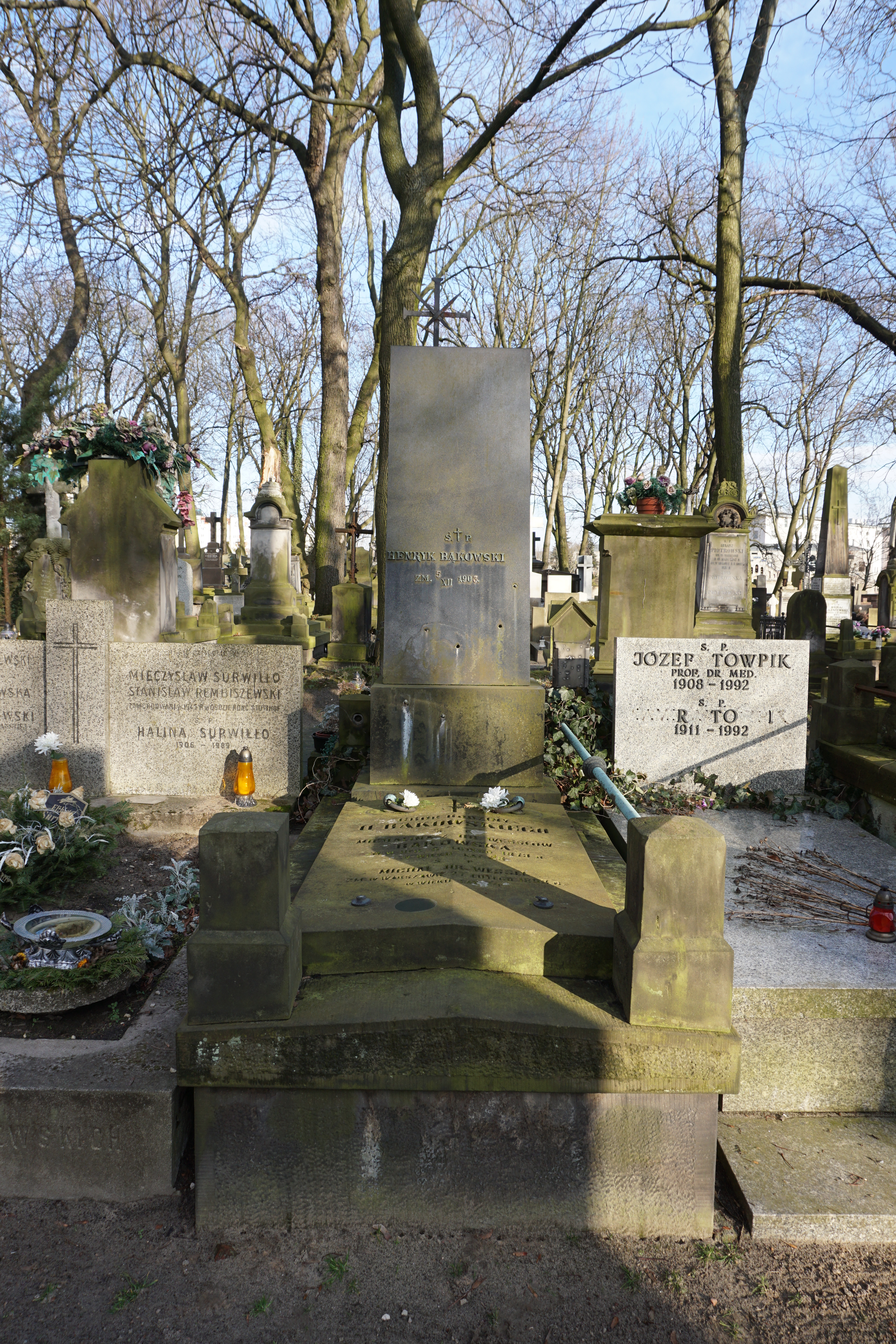
Grób Henryka Bąkowskiego na cmentarzu Powązkowskim

Henryk Jaxa-Gryf Bąkowski herbu Gryf (ur. 1 grudnia 1830 w Kraśnicy, zm. 5 grudnia 1903) – polski szlachcic, prawnik urzędnik i sybirak, krótko członek Rządu Narodowego (czerwonych prawników) podczas powstania styczniowego.

## Życiorys
Urodził się 1 grudnia 1830, lecz jego akt chrztu z powodu zamieszania wokół powstania listopadowego wystawiono dopiero 1 lutego 1834. Pochodził z galicyjskiej rodziny szlacheckiej, potomek Jana Wincentego Jaxa-Gryf Bąkowskiego, mianowanego w 1782 hrabią (nie mógł się jednak legitymować herbem Bąkowski Hrabia, gdyż to zostało odmówione jego ojcu w 1824 wyrokiem sądowym). Syn Antoniego i Izabeli z Rudzkich. Od urodzenia mieszkał w dworku w Kraśnicy, który Antoni otrzymał w 1827 od swego ojca Franciszka. Po ukończeniu nauki w Polsce od 1851 do 1855 studiował prawo na Cesarskim Uniwersytecie Petersburskim, uzyskując stopień kandydata nauk prawnych.
Został następnie urzędnikiem w Komisji Wyznań Religijnych i Oświecenia. W 1863 zachęcony przez kolegę ze studiów Piotra Kobylańskiego zaangażował się w powstanie styczniowe po stronie czerwonych. 23 maja 1863 został członkiem Rządu Narodowego czerwonych, składającego się z prawników. Przestał być jego członkiem już 29 maja, jeszcze przed jego formalnym rozwiązaniem (które miało miejsce 14 czerwca). Za udział we władzach skazany na karę śmierci. Została ona zamieniona na ośmioletnią zsyłkę na Sybir dzięki staraniom jego ojca, który w tym celu sprzedał 345 mórg lasu Felgustów.
Na zsyłce trafił do Usola razem z Piotrem Kobylańskim i Aleksandrem Pawłowskim. Następnie przeniósł się do Krasnojarska, gdzie prowadził handel polskimi towarami. Następnie w 1872 przeniósł się do Ufy, gdzie spotkał się z poślubioną jeszcze w więzieniu Michaliną Wessel. Żona zmarła jednak podczas porodu jego jedynej córki, Michaliny, w 1873. Razem z córką przeniósł się do Warszawy. Został tam urzędnikiem Towarzystwa Kredytowego Ziemskiego, dochodząc do stanowiska radcy głównego dyrekcji Towarzystwa. Pracował tam aż do śmierci w 1903. Został pochowany na cmentarzu Powązkowskim (kwatera 164-6-10).